# چاکرا شبکه خورشیدی

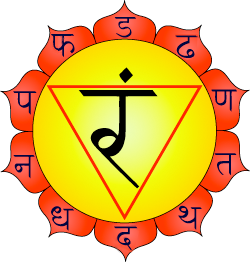
چاکرای خورشیدی با ده گلبرگ نشان داده شده‌است که حروف سانسکریت Ha, Ha، ṇa, ta، را دارد. tha, da, dha, na, pa و pha. صدای دانه در مرکز «قوچ» است. tattwa برای عنصر آتش (در اینجا در طرح کلی) به عنوان یک مثلث قرمز نشان داده شده‌است.

چاکرا شبکه خورشیدی با نام اصلی مانیپورا (انگلیسی: Manipura), چاکرا مرکز روانی و پرانیک واقع در پشت ناف و درون ستون مهره‌ها، مرتبط با شبکهٔ خورشیدی در بدن فیزیکی است.

## مرکز سوم
مرکز سوم موسوم به «مانی پورا» (Maṇipūra) یا شهر «گوهر» است و در ناحیهٔ ناف (lombaire) واقع شده‌است و آن نیلوفر آبی رنگی است که ده گلبرگ دارد. این مرکز مطابق با عنصر آتش است.

## آتش
شنکراچاریا (Shankaracharya) در کتاب اناند لاهاری، (Anad Lahari) در روایتی که سرودی مشهور از او است، با شاکتی، الهه مادر (the Mother Godess) سخنی دارد از اینکه چگونه چاکراها و اصول وابسته شان می‌گشاید:
«ای مادرا! زمین در مولادهار (mooladhar) و نیز در آب است، آتش با پایه ای که سوادهیشان (swadhishthan) دارد، در مانیپور (manipur) و گرفتار هوای دل است. اتر (ether) هم بالاتر از آن، و جای فکر (mind) نیز در مبان دو ابرو است. همهٔ معابر شاکتی این سان در نیلوفر هزار گلبرگی در خلوت تنهاییِ فرد گشوده می‌شود، و تو با شیوای هر جایی (consort) بازی می‌کنی.»